# François Justin
Pour les articles homonymes, voir Justin.
François Justin, né le 19 juin 1796 et mort le 11 juin 1860 à Chambéry, est un ingénieur et une personnalité politique savoyarde du XIXe siècle.

## Biographie
François Justin naît le 19 juin 1796, à Chambéry, dans le département du Mont-Blanc. Le duché de Savoie a été annexé par la France révolutionnaire, par décret du 27 novembre 1792.
Issu d'une famille traditionaliste et croyante, il fait ses études à l'Académie de Turin, d'où il sortit après quatre années d'études (1819-1823) avec le diplôme d'ingénieur civil et d'architecte hydraulique. Il travailla pour l'État Sarde de 1817, jusqu'à sa retraite en 1856. Il est à l'origine de la reconstruction des villes de Sallanches et de Cluses, détruites par des incendies, et l'édification des hôtels de ville de Sallanches et d'Annecy,.
François Justin se lance en politique et devient député représentant la Savoie pour le collège de Chambéry, au parlement du royaume de Sardaigne à Turin. Il se présente en décembre 1849, remplaçant Pantaléon Costa de Beauregard. Cependant en 1853, il évite de se représenter en raison des frais occasionnés pour se rendre et vivre à Turin.

## Carrière d'ingénieur
- 1825 : Ingénieur de troisième classe.
- 1839 : Ingénieur de première classe.
- 1840 : Chevalier de l’ordre des Saints-Maurice-et-Lazare.
- 1841 : Ingénieur-chef de deuxième classe.
- 1845 : Ingénieur-chef de première classe.
- 4 août 1856 : Départ à la retraite.

## Réalisations
- 1825 : Établissement de la route royale (Chambéry-Turin par le Mont-Cenis) à Saint-Jean-de-Maurienne.
- 1840 : Élaboration du nouveau plan de la ville de Sallanches après l'incendie[3].

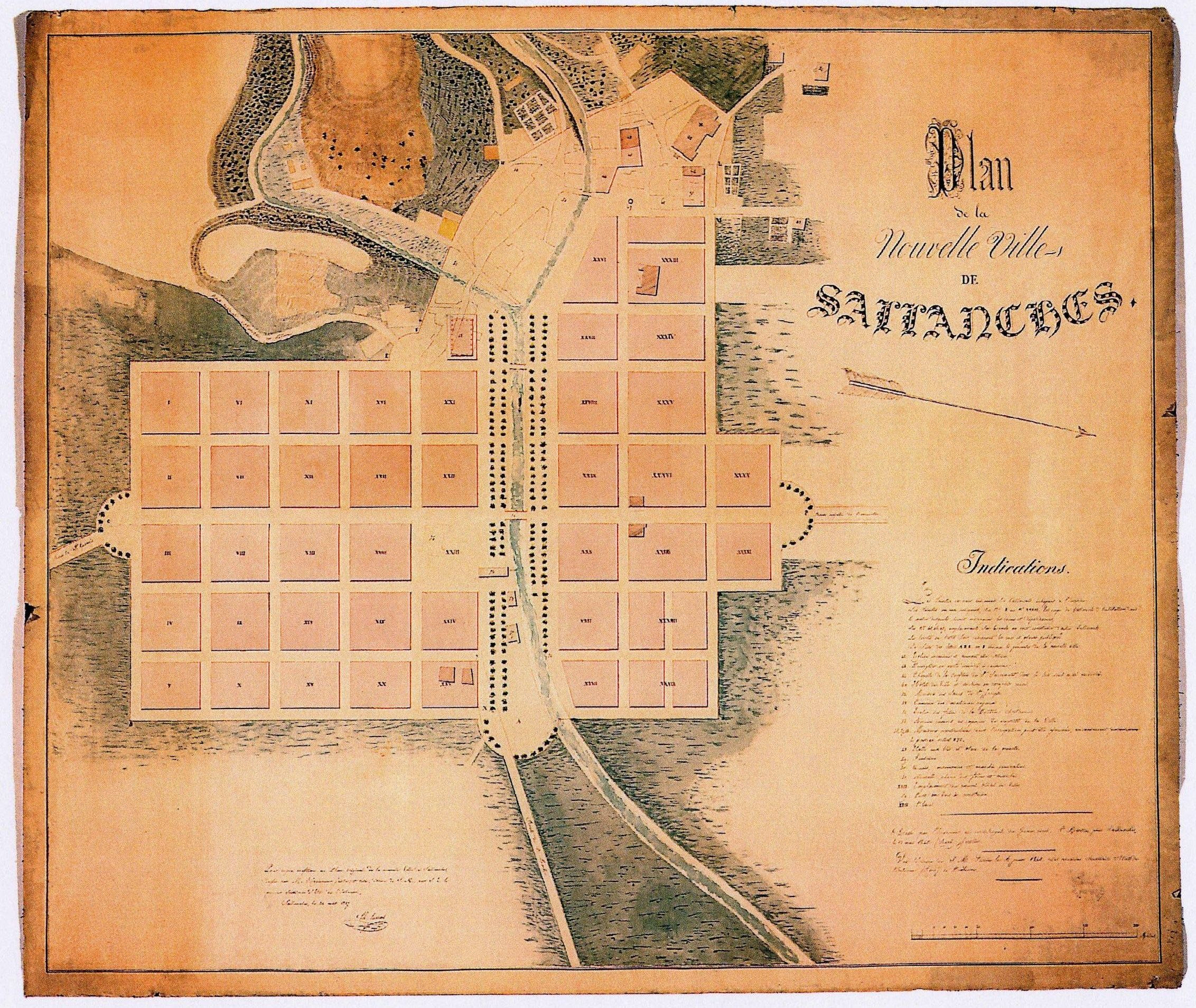
Nouveau plan de Sallanches

- 1844 : Élaboration du nouveau plan de la ville de Cluses après l'incendie[3].
- 1844 : Pont de Brogny à Annecy.
- 1846-1851 : Église Notre-Dame à Annecy.
- 1847-1851 : Hôtel de ville à Annecy[3].